# Villa Contarini Rota Piva
Villa Contarini Rota Piva è una villa veneta di Cinto Euganeo, situata nella frazione di Valnogaredo.

## Storia
Villa Contarini Piva ebbe il suo sviluppo nel XVIII secolo per volontà della nobile casata veneziana dei Contarini, che la modificarono a partire da una struttura preesistente.
Nello stesso secolo furono chiamati i pittori Andrea Urbani e Jacopo Guarana, che ne decorarono gli interni.
Successivamente la villa passò ad altri proprietari e oggi è ancora privata e in buona conservazione.

## Descrizione

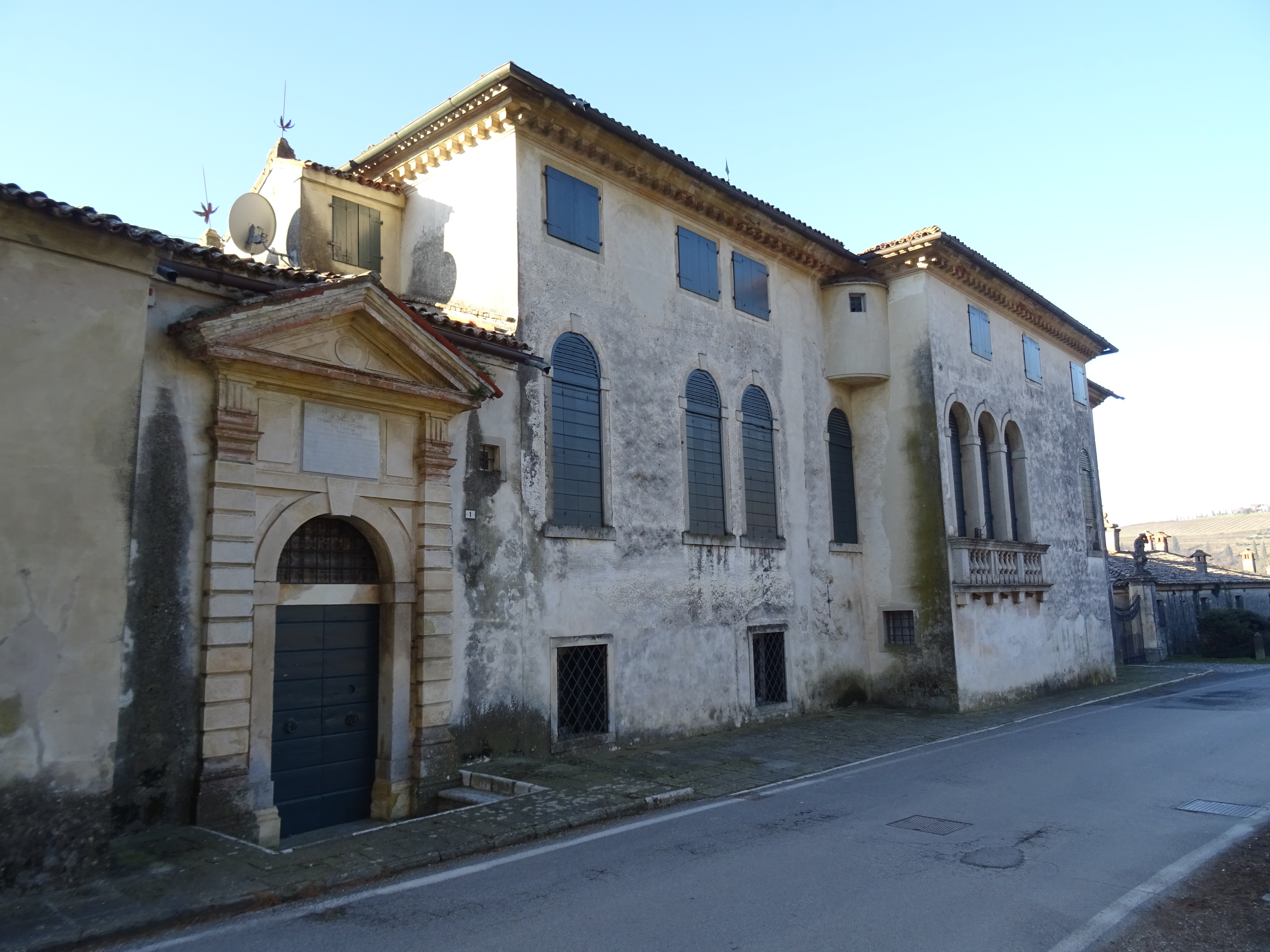
La facciata lato strada

Situata a pochi metri dalla chiesa parrocchiale nel cuore della frazione, sul dolce pendio dei colli, la villa si sviluppa in lunghezza, col la sua forma a L, dovuta all'adiacenza di due barchesse sul lato destro.
L'edificio è di tre piani, aperto ai primi due piani da monofore a tutto sesto, che centralmente al piano nobile si raggruppano a formare una trifora con balaustra.
Le barchesse sono tre (due adiacenti a destra e un'autonoma a sinistra), caratterizzate, secondo la forma più diffusa, da arconi a tutto sesto sotto i quali si aveva accesso ai mezzi e a parte delle attività agricole.
Nel salone principale della villa sono conservate le scene dipinte dal Guarana, tra i suoi lavori più importanti fuori Venezia, a cui fanno da cornice gli interventi minori dell'Urbani.
Davanti alla villa si estende un giardino all'italiana, con vista sul paesaggio collinare e ancora perlopiù agricolo delle aree circostanti.